# Talpa altaica
Talpa altaica (кріт алтайський) — комахоїдний ссавець роду кротів родини кротових (Talpidae).

## Поширення
Країни поширення: Казахстан, Монголія, Росія. Живе в різних лісах, за винятком заболочених. Віддає перевагу листяним лісам з різнотрав'ям і помірно вологими ґрунтами. 

## Життя
Харчується переважно дощовими хробаками, рідше комахами, багатоніжками. Парування відбувається в літній час, але дітонародження затримується до наступної весни. Вагітність триває з ембріональною діапаузою, часто триває до 9 місяців. Самиці народжують в кінці квітня - наприкінці травня. Буває 3 - 6 дитинчат у виводку. До спарювання самиці приступають протягом першого року, самці на другий рік життя. Довголіття: близько 5 років.